# Rodina, Maramureș
Rodina este un sat în comuna Ariniș din județul Maramureș, Transilvania, România.

## Istoric
Prima atestare documentară: 1954 (Rodina). 

## Etimologie
Etimologia numelui localității: din n.fam. Rodină, Rodina (cf. bg. Rodina). 

## Demografie
La recensământul din 2011, populația era de 182 locuitori. 

## Așezare
Venind dinspre Baia Mare, reședința de județ, pe drumul european E58 până la trecerea de nivel de  calea ferata  Hideaga, apoi pe drumul județean DJ193, după ce treci podul peste Someș la Ardusat, apucând drumul județean DJ108A ajungi la Rodina trecând prin Buzești, Sârbi, Fărcașa și Gârdani.
Continuând drumul, după cotitura numită de localnici Cornu Dealului, unde se află în construcție mănăstirea Făget, se intră în sat. Singurul  edificiu de o importanta deosebită și totodată de o valoare inestimabilă, este biserica care străjuiește, veghează și ocrotește satul, locuitorii lui și pe cei ce-l străbat. Biserica, edificiu închinat credinței în Dumnezeu de către localnici, a fost construită cu trudă și sudoare de către localnici în perioada comunistă, în anii 1970 iar sfințirea ei a avut loc în anul 1980. La intrare satul este străbătut de valea cea Nouă, un pârâiaș ce izvorăște și cade din pădurea Bârsăului, apoi pe valea Asuajului ce izvorăște din dealurile Codrului, celebră zonă folclorică și apoi alunecă liniștit spre râul Sălaj, iar apoi se înșiruie spre centrul de comuna Ariniș.
Populația este de etnie română. Din vechime majoritatea pământurilor aparțineau, cumpărate fiind de la localnici, baronului de Manău, Hirsch Dezideriu.
Costumul popular din zona Codru se încadrează în tipologia costumului din zona de vest a țării noastre, diferit de celelalte zone prin croială și compoziție. Costumul codrenesc se caracterizează prin sobrietate și eleganță. Este confecționat din pânză țesută în casă în lățime de cca 50 cm. Costumul popular femeiesc se compune în principal din: cămașă - (“Spăcel”, obiect de îmbrăcăminte femeiască, asemănător cu ia.), poale largi - (“Pindileu”), sorț - (“Zadie”),
năframă, opinci.
Ca o notă specifică, se remarcă aspectul de alb al costumului, precum și tehnica de încrețire a pânzei pentru ornamentație. Femeile măritate au întotdeauna capul acoperit peste părul împletit și strâns într-un conci deasupra cefei (zadia de cap) năframa. Altădată încălțămintea femeilor a fost opinca. Azi, în anii 2000, ea este înlocuită cu ghete la femeile bătrâne și cu pantofi la cele tinere.
Bărbații poartă opinci, cioareci (pantaloni țărănești de lînă, de pănură sau de dimie), cămașă albă, spăcelul negru și clopul de paie.
Partea răsăriteana a satului, numită Mocira, dinspre râul Sălaj, este cultivată cu fânețe și cereale, predominând grâul, porumbul și alte păioase. Partea apuseană, care poartă numele Tăul, este cultivată în general cu fânețe. Atât Tăul cât și Mocira au o valoare deosebită deoarece pe aceste terenuri crește în sălbăticie laleaua pestriță (Fritillaria meleagris), în denumirea localnicilor zisă Ciubota, precum și narcisa albă sălbatică (Narcissus), zisă Cocorată de localnici, și care crește mai ales pe Tău.  
Animalele sălbatice întâlnite în teritoriu sunt mistrețul, iepurele sălbatic, căprioara și cerbul iar în iernile mai geroase coboară din codru și lupul. Se întâlnesc mai rar rațe sălbatice, găina sălbatică și fazanul precum și prepelițe. 
Despre hărnicia oamenilor amintim că este perpetuă și provine din trecut din vremurile comuniste. Într-un sat mic erau șapte familii nescrise în CAP, familii care s-au împotrivit, au luptat cu orânduirea comunistă și au transmis mai departe ambiția, credința, dăruirea și hărnicia. 